# Alexandre-Gabriel Decamps
Alexandre-Gabriel Decamps (Parigi, 3 marzo 1803 – Fontainebleau, 22 agosto 1860) è stato un pittore francese.

## Biografia
Nacque a Parigi ed ebbe l'occasione di frequentare la scuola di Étienne Bouhot. Fece anche molta esperienza eseguendo al Museo del Louvre copie di dipinti famosi, soprattutto delle opere di Rembrandt, di Poussin e di Murillo.
Decamps debuttò come pittore di genere: Arabi dinanzi a una casa (1823), Cacciatori nella palude (1827), I Janissaires (1827), mostrando una predilezione per la natura ed i soggetti orientali.
Per perfezionarsi viaggiò. Dapprima andò in Svizzera e, dopo una fortunata esposizione nel 1827 al Salon, (dove si mise in evidenza per una serie di soggetti liberi, ispirati a temi infantili e orientali, come La Chasse aux vanneaux e Soldat de la garde du Vizir), nel 1828 si trasferì in Grecia. Quindi, per una fortunata coincidenza ed assieme ad altri artisti, poté raggiungere Costantinopoli, l'Asia minore, Smirne e altre località del Medio Oriente, ponendo sempre molta attenzione agli usi e ai costumi locali, allo stile di vita e alle bellezze naturali, che riprodusse una volta rientrato in Francia.
Presentò quindi a Parigi una serie di opere legate al mondo mediorientale, dalla Casa turca al Soldato della guardia di un visir, ed una serie di opere di costume e di ambiente, quali L'uscita dalla scuola turca.
Per il gusto esotico, i suoi quadri furono spesso equiparati a quelli di Delacroix ed egli venne comunque considerato uno dei fondatori della nuova scuola parigina di transizione, tra il Romanticismo ed il Realismo.
In questa prima fase usò la tecnica delle pennellate pesanti e tendenti al monocromatismo, anche se la vivacità dei soggetti che rappresentavano i mercati orientali gli consentì spunti cromatici non indifferenti.

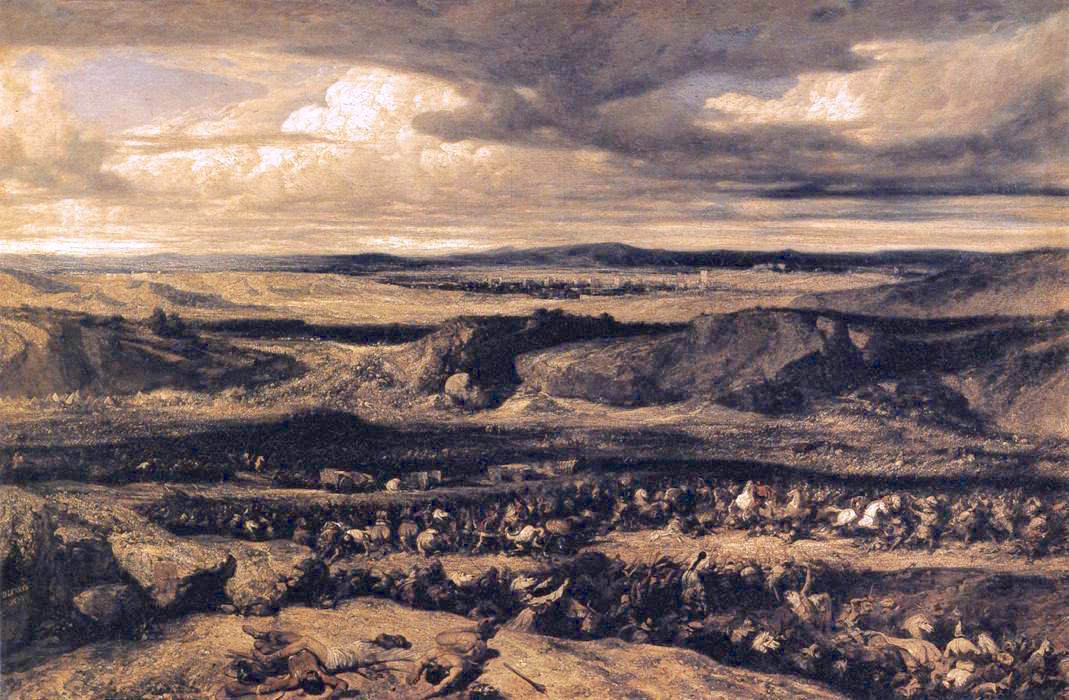
La disfatta dei Cimbri (1833)

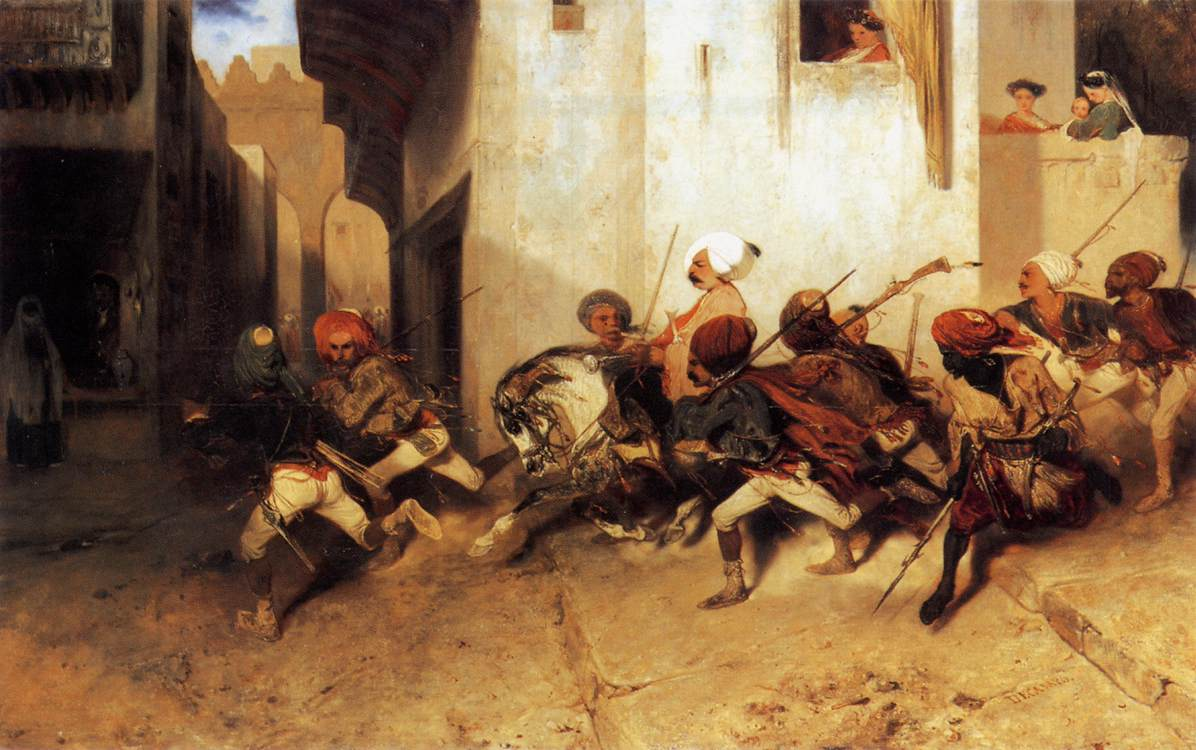
La pattuglia turca (1831)

Nel 1834, Decamps presentò al Salon la sua opera più celebre, La Disfatta dei Cimbri.  Seguì un viaggio in Italia, dove soggiornò e dove rimase particolarmente affascinato dalle opere di Raffaello e di Tiziano.
Fu questo il suo periodo di massima creatività, caratterizzato anche da opere a soggetto religioso, spesso biblico, come Giuseppe venduto dai fratelli (1835), Il Supplizio degli uncini (circa 1835), Mosè salvato dalle acque (1837), Paesaggio con il Buon Samaritano (1837). Non trascurò altri soggetti, come Bambini che giocano con le tartarughe (1836).
All'Expo parigina del 1855 ricevette un premio speciale. La Galleria dell'Accademia di Napoli possiede tre bozzetti ad olio di Decamps, provenienti dalla donazione Palizzi, del 1898: In Bretagna, 16x10 cm; Vallata, 14x17 cm; Chaumière, 34x16 cm.
Il suo quadro più rappresentativo è probabilmente la Disfatta dei Cimbri, che raffigura la contrapposizione tra l'orda dei barbari e un esercito disciplinato.
Decamps trascorse gran parte della sua vita nei dintorni di Parigi, attratto dalla natura, dagli animali e dalle attività all'aria aperta. Morì nel 1860, per le conseguenze di un incidente occorsogli durante una galoppata, a Fontainebleau.

## Galleria d'immagini

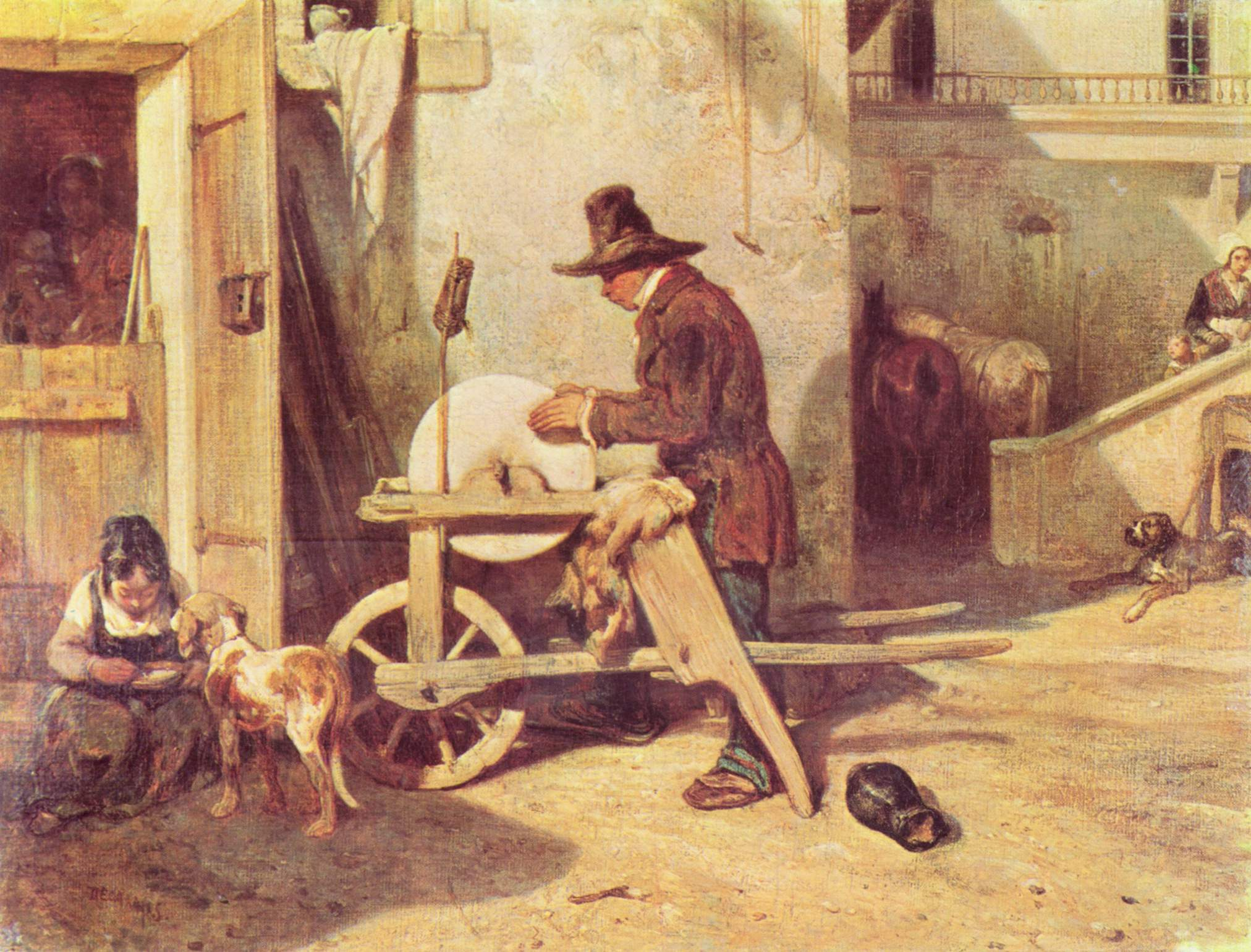
L'arrotino (1840)
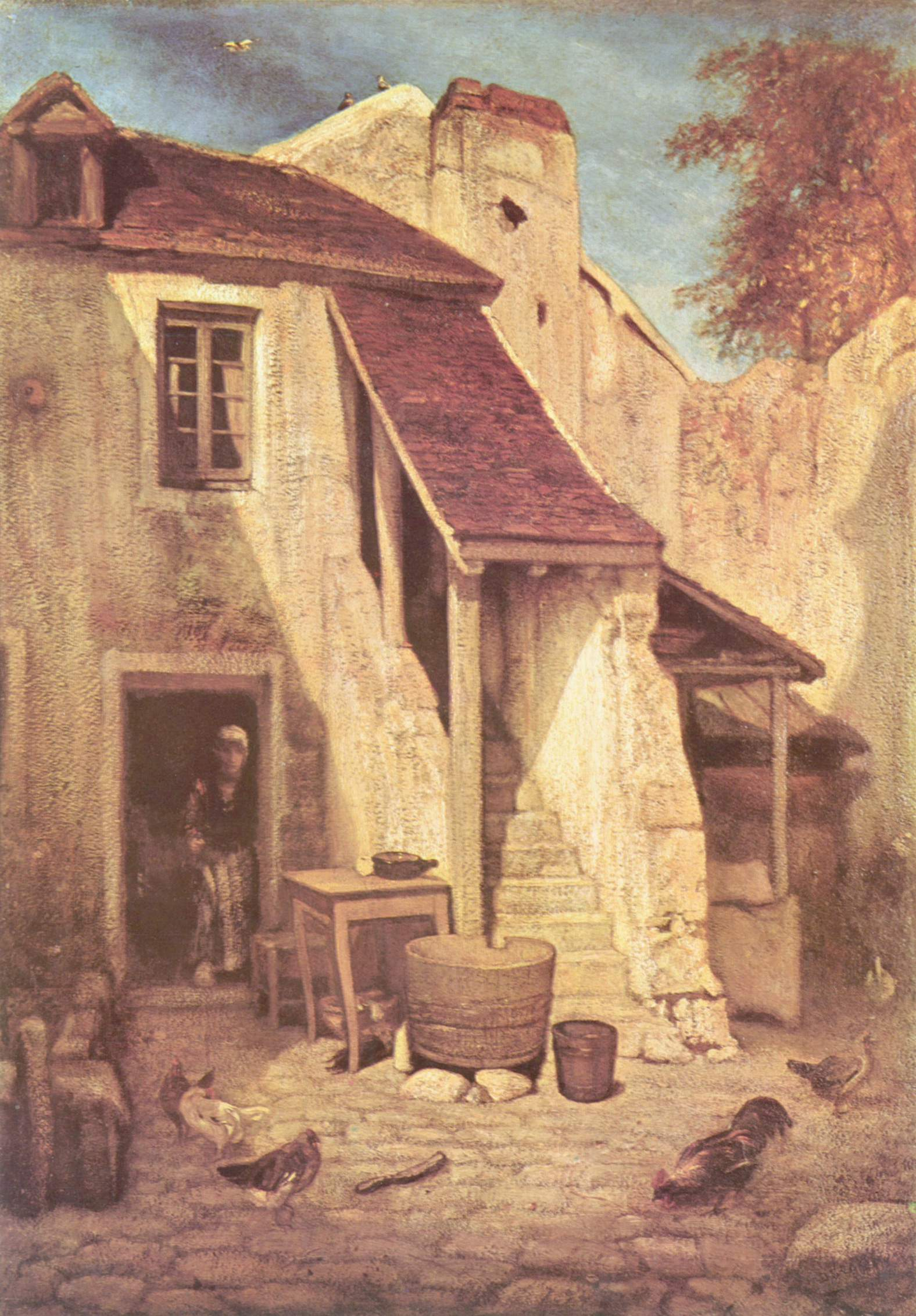
Fattoria a Fontainebleau (1849-50)
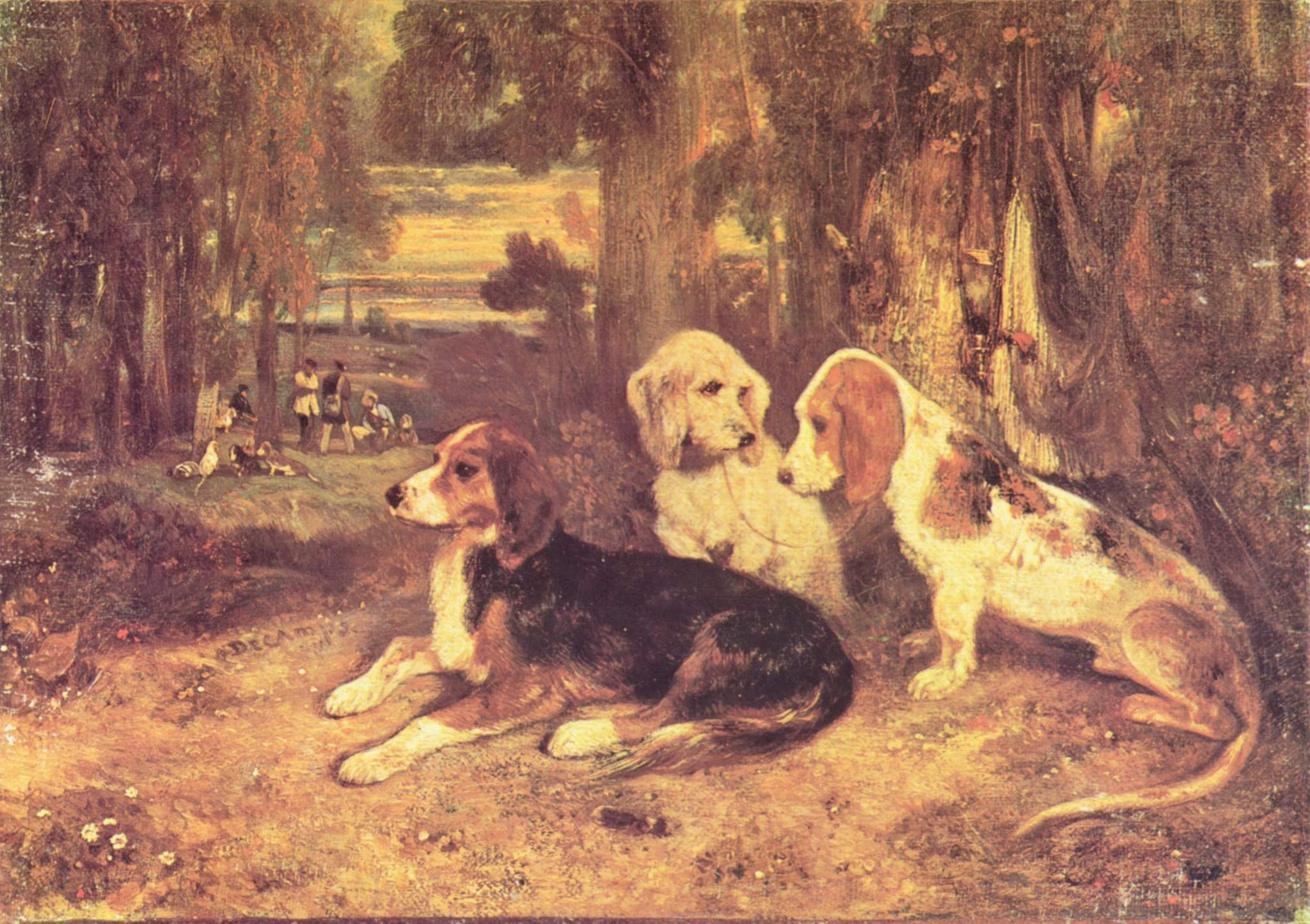
Teckels (1840)
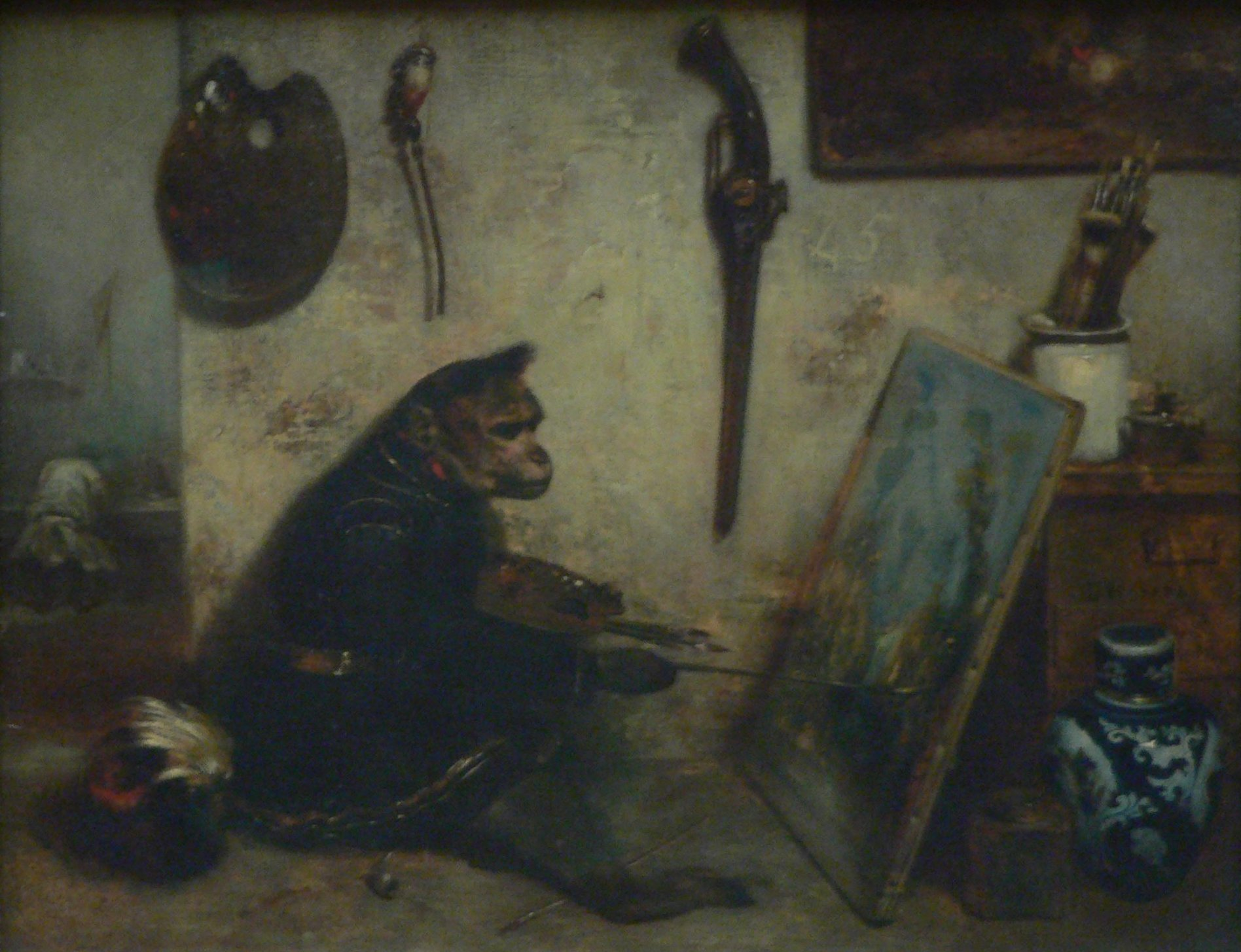
La scimmia pittrice su Interno d'atelier (1833)